# Émile Sartorius
Émile Sartorius (Roubaix, 11 settembre 1883 – Roubaix, 31 ottobre 1933) è stato un calciatore francese, di ruolo attaccante.

## Carriera

### Nazionale
Ha collezionato 5 presenze con la propria Nazionale.

## Palmarès
- Campionato di Francia USFSA 5:

Roubaix: 1902, 1903, 1904, 1906, 1908